# Maria Collm
Maria Johanna Collm, auch Gerda Gerold als Pseudonym, (* 2. Juli 1901 in Wien; † 24. Jänner 1988 in Victoria, British Columbia) war eine österreichische Schauspielerin, Sängerin und Diseuse.

## Leben
Nach dem Besuch des Lyzeums nahm sie ein Universitätsstudium auf, wechselte aber danach auf die Elevenschule am Deutschen Theater und absolvierte eine Ausbildung als Sängerin und Schauspielerin an der Wiener Staatsakademie. Eine erste Rolle erhielt sie 1921 als Page in Shakespeares Wintermärchen am Deutschen Volkstheater Wien. Danach wurde sie in Wien, Breslau und Berlin engagiert.
In Berlin wechselte Maria Collm Ende der 1920er Jahre ins Kabarettfach über. Als jüngste Diseuse hatte sie Erfolg mit heiteren und sentimentalen Chansons von Friedrich Hollaender, Franz Wachsmann und Oscar Straus. In den Jahren zwischen 1930 und 1933 gastierte sie im „Kabarett der Komiker“, trat bei Willi Schaffers im „Kabarett für Alle“ sowie im Café Berlin auf. Am Rundfunk wurde sie von den Orchestern Sam Baskini und Gerhard Hoffmann begleitet.
Nach der Machtergreifung durch die Nationalsozialisten 1933 konnte Maria Collm als Diseuse jüdischer Abstammung nur noch eingeschränkt arbeiten, durfte aber noch bis zum März 1935 Schallplatten aufnehmen. Dann ging sie nach Paris, wo sie bis zur Besetzung Frankreichs ein Engagement am „chez tou-tou“ hatte. 1940 wurde sie interniert. Dem Eingreifen der Bankiersfamilie Rothschild verdankte sie ihre Freilassung aus dem Lager Gurs. Über Marseille und Lissabon gelangte sie nach New York. Dort arbeitete sie zunächst als Hostesse, konnte dann aber mit Oskar Karlweis, Hermann Leopoldi, Helli Moeslein und anderen, ebenfalls emigrierten Wiener Künstlern wieder am Kabarett arbeiten, so zum Beispiel im „Café Grinzing“ und im „Café Vienna“; eine Zeit lang trat sie auch in Valeska Gerts “Beggar Bar” auf.
1953 kehrte sie zurück nach Deutschland. Ein Comeback gelang ihr nicht. Sie trat noch ein paar Mal in Bremen, Hamburg und beim Rundfunk am Sender Baden-Baden auf, dann aber zog sie sich von ihrer Konzert- und Vortragstätigkeit zurück. 1954 ging sie nach Südamerika und von dort nach Kanada. Ihr letzter Wohnsitz war Victoria auf Vancouver Island.

## Werke
Maria Collm hinterließ Schallplattenaufnahmen bei den Firmen Electrola, Odeon und Ultraphon. Sie arbeitete dabei mit den Orchestern von Lewis Ruth (recte Ludwig Rüth), Hans Bund und Oskar Joost zusammen. Wie ein Plattenetikett (Odeon O-11 640, Be 9830 und 9831, Berlin 1932) belegt, ist Maria Collm auch unter dem Künstlernamen 'Gerda Gerold' aufgetreten.

### Aufnahmen (Auswahl)
- Jonny, wenn du Geburtstag hast. Lied (Musik und Text von Friedrich Hollaender):Gerda Gerold (d. i. Maria Collm), mit Odeon, Kabarett-Orchester unter Leitung von Hans Bund. Odeon O-11 640 a (Be 9830), Berlin 1932.
- Peter, Peter. Lied (Musik: Rudolph Nelson, Text von Friedrich Hollaender): Gerda Gerold (d. i. Maria Collm), mit Odeon Kabarett-Orchester unter Leitung von Hans Bund., Odeon O-11 640 b (Be 9831), Berlin 1932.